# Авалов Олександр Семенович
Князь Олекса́ндр Семе́нович Ава́лов (рос. Александр Семёнович Авалов; нар. 8 вересня 1852 — пом. 8 березня 1916) — генерал-майор кавалерії Російської імператорської армії, учасник Російської-турецької війни 1877—1878 років, брав участь у боях на Кавказі.

## Життєпис
Олександр Семенович Авалов народився 8 вересня 1852 року. Закінчив Ставропольське козацьке юнкерське училище й офіцерську кавалерійську школу. Отримав призначення в 16-й драгунський Нижньогородський полк. Почав служити з 1869 року, з 1872 року — прапорщик, з 1875 року — поручник. Брав участь у Російсько-турецькій війні 1877—1878 років, воював на Кавказі, за бойову відзнаку нагороджений орденами святої Анни 4-го ступеня з написом «За хоробрість» (рос. За храбрость) і святого Станіслава 3-го ступеня з мечами та бантом, чином штабс-капітана. З 1881 року — капітан, з 1896 року — підполковник, з 1904 року — полковник. Велика частина служби Олександра Семеновича пройшла в кавалерії на Кавказі. Служив у 30-у драгунському Інгерманландському полку (з 1907 року — гусарський) у період 1897—1909 років. Служив на посадах: командир ескадрону, помічник командира полку по стройовій частині.
Після 1909 році вийшов у відставку і прибув у місто Одесу для лікування. Після початку Першої світової війни добровільно повернувся на дійсну службу. Командував дружиною ополчення, потім перебував у резерві Одеського військового округу.
У 1916 року був підвищений у званні до генерал-майор.
Похований 10 березня 1916 року на Військовому відділенні Другого Християнського цвинтаря.

## Нагороди та звання

### Нагороди
- Кавалер ордена Святої Анни 4-го ступеня («За хоробрість» рос. За храбрость);
- Кавалер ордена Святого Станіслава 3-го ступеня з мечами та бантом;
- Кавалер ордена Святої Анни 3-го ступеня (1892);
- Кавалер ордена Святого Станіслава 2-го ступеня з мечами та бантом (1896).[1]

### Військові звання
- 1872 рік — прапорщик;
- 1875 рік — поручник;
- штабс-капітан;
- 1881 рік — капітан;
- 1896 рік — підполковник;
- 1904 рік — полковник;
- 1916 рік — генерал-майор.[1]

## Сім'я
Рід Авалова відомий на Кавказі принаймні з XVII століття і згаданий в списку кахетинських князів, доданому до Георгіївського трактату 1783 року про прийняття Грузією російського протекторату. З 1826 року родовий титул був офіційно визнаний у Російській імперії.
- Князь Микола Семенович Авалов — брат Олександра Семеновича Авалова, полковник, учасник російсько-японської війни 1907 року.[1]